# José de Jesús Godínez
José de Jesús Godínez Navarro (* 20. Januar 1997 in Guadalajara, Jalisco) ist ein mexikanischer Fußballspieler auf der Position eines Stürmers.

## Laufbahn
Godínez begann seine Laufbahn im Nachwuchsbereich seines Heimatvereins Club Deportivo Guadalajara, für dessen diverse Nachwuchsmannschaften er zwischen 2012 und 2017 tätig war. In der Clausura 2017 kam er erstmals am 6. Mai 2017 in einem Punktspiel der ersten Mannschaft (0:0 beim Club Necaxa) zum Einsatz. Weil sein Verein in derselben Spielzeit die mexikanische Fußballmeisterschaft gewann, gehörte Godínez durch diesen Kurzeinsatz zum Kader der Meistermannschaft des Club Deportivo Guadalajara. 
Für die nächste Saison 2017/18 holte Chivas-Trainer Matías Almeyda ihn häufiger in die erste Mannschaft und Godínez kam unter anderem zu einem neunzigminütigen Einsatz in der Copa México. In der Apertura 2017 kam Godínez zu insgesamt sechs Kurzeinsätzen, bei denen er in einem Heimspiel gegen die UNAM Pumas am 16. September 2017 seinen ersten Treffer in der höchsten mexikanischen Spielklasse erzielte, mit dem er seiner Mannschaft beim 1:1 zugleich einen Punktgewinn bescherte. 
Einen wichtigen Treffer erzielte Godínez ferner im Viertelfinalrückspiel der CONCACAF Champions League gegen die Seattle Sounders. Nachdem das Hinspiel 0:1 verloren wurde und seine Mannschaft vor eigenem Publikum mit 2:0 nur hauchdünn führte (ein Anschlusstreffer der Gäste zum 2:1 hätte aufgrund der Auswärtstorregel das Ausscheiden bedeutet), sorgte Godínez mit seinem Tor in der 80. Minute zum 3:0 für die Vorentscheidung und den Endstand.